# Szkoła franko-flamandzka

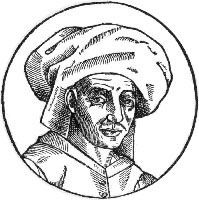
Josquin des Prés

Szkoła franko-flamandzka – kryterium porządkujące generacje kompozytorów (epoki renesansu), działających na terenie południowej prowincji Niderlandów w okresie od drugiej połowy XV wieku do XVI wieku.
Ze względu na trudności w zrównoważeniu kwestii pochodzenia etnicznego, dziedzictwa kulturowego, miejsc pracy i ówczesnej geografii politycznej, grupa ta jest często określana jako francusko-niderlandzka, niderlandzka lub flamandzka.

## Charakterystyka
Przedstawiciele tej szkoły uprawiali technikę, zwaną wokalną polifonią imitacyjną. Polegała ona na prowadzeniu kilku równorzędnych linii melodycznych, przy czym melodia podawana w jednym głosie podejmowana była także przez inne głosy. Występowało także przeimitowanie, które polegało na imitacji wybranego fragmentu tekstu w celu podkreślenia jego znaczenia.
Twórców tej szkoły charakteryzowała ogólna tendencja m.in. do:
- Odejścia od stylu balladowego na rzecz stylu a capella.
- Linearnego prowadzenia głosów w myśl zasady kontrapunktu.
- Osiąganie spójności utworu dzięki technice imitacyjnej.

## Generacja I
Johannes Ockeghem to jeden z najważniejszych kompozytorów I generacji, który mocno przyczynił się do rozwoju muzyki, był znany ze swojej muzyki religijnej. Ockeghem połączył zdobycze przedstawicieli szkoły burgundzkiej z typowym dla północnej Europy myśleniem kontrapunktycznym. Dzięki jego twórczości rozszerzył się kompas melodyczny, zwłaszcza w dolnej części; wraz z rozszerzeniem całkowitego zasięgu zmniejszyła się liczba przejść głosowych, a muzyka ustąpiła miejsca bardziej jednolitej fakturze z większym podobieństwem między partiami.

## Generacja II
Josquin des Prés miał znaczący wpływ na ewolucję muzyki kościelnej, jego msze służyły jako wzór dla większości kompozytorów przez większość stulecia. Podobnie jak inni kompozytorzy franko-flamandzcy epoki renesansu komponował msze, motety i chanson. Gdy tekst mówi o śmierci, Josquin często stosował zawieszenie i stopniowo sprowadzał głosy do najniższych rejestrów. Josquin posługiwał się starym stylem cantus firmus, ale rozwinął także styl motetowy, który po nim charakteryzował XVI wiek.
Jacob Obrecht to inny ważny przedstawiciel II generacji. Jego muzyka cechowała się częstym powtarzaniem zwrotów melodycznych w obrębie jednego głosu i pomiędzy głosami, przeciwstawianie odcinków 2-głosowych – odcinkom 4-głosowym.

## Generacja III
Nicolas Gombert preferował duże zgrupowania, partie pięcio i sześciogłosowe. Gombert, w przeciwieństwie do swojego poprzednika i mentora, Josquina des Preza, stosował nieregularną liczbę wejść głosowych i unikał precyzyjnych podziałów fraz. Synkopacje i akcenty krzyżowe są charakterystyczne dla jego rytmicznego wyrazu, a kompozycje Gomberta pod względem harmonii podkreślają tradycyjne ramy modalne. Jego muzyka wyróżnia się użyciem zawieszonym dysonansu, a także zawiera wiele fałszywych relacji.

## Generacja IV
Orlando di Lasso, znany kompozytor IV generacji, międzynarodowy muzyk, który z powodzeniem pisał w wielu stylach. Był jednym z ostatnich wielkich niderlandzkich kompozytorów muzyki chóralnej szesnastego wieku. Nie stworzył nowego stylu, ale dodał elementy włoskie i niemieckie do francusko-flamandzkiego stylu Gomberta. Lasso często wykorzystywał dwa średnie chóry w celu uzyskania większej różnorodności kolorów i faktur, wzmocnienia kontrastu dla danego tekstu, przedstawienia dialogu lub wykorzystania efektów echa. Rozszerzył technikę operowania dwoma chórami tak, aby obejmowała zarówno szybkie, charakterystyczne zmiany akordowe wczesnych eksperymentów różnych północnych kompozytorów włoskich, jak i umiejętne posługiwanie się głosami kontrapunktowymi oraz rozszerzył idiom polichóralny na wszystkie rodzaje tekstów, sakralnych i Psalmów.